# Liste der Kulturdenkmale in Karlsruhe-Hagsfeld

Wappen von Hagsfeld

In der Liste der Kulturdenkmale in Karlsruhe-Hagsfeld werden alle unbeweglichen Bau- und Kunstdenkmale in Hagsfeld aufgelistet, die in der städtischen „Datenbank der Kulturdenkmale“ geführt sind. 
Diese Liste ist nicht rechtsverbindlich. Eine rechtsverbindliche Auskunft ist lediglich auf Anfrage bei der Unteren Denkmalschutzbehörde der Stadt Karlsruhe erhältlich.

## Hagsfeld
| Bild           | Bezeichnung                                | Lage                                        | Datierung        | Beschreibung | ID |
| -------------- | ------------------------------------------ | ------------------------------------------- | ---------------- | --- | -- |
|                | Steinerne Bogenbrücke                      | Gewann Füllbruch                            | 1767             | Die Steinerne Bogenbrücke ist bezeichnet mit „1767“. Die Brücke befindet sich auf der verlängerten Greschbachstraße. Geschützt nach § 2 DSchG                                             |    |
| Weitere Bilder | Pfarrhaus                                  | Karlsruher Str. 21                          | 1783–84          | Pfarrhaus wurde in der Barockzeit erbaut; Wiederaufbau 1948 Geschützt nach § 2 DSchG |    |
| Weitere Bilder | Empfangsgebäude Bahnhof                    | Karlsruher Str. 73                          | 1894             | Empfangsgebäude Bahnhof, mit flachem Schopfwalmdach und Anbauten, stammt aus dem Jahr 1894. Geschützt nach § 2 DSchG                                                                      |    |
|                | Schule und Kindergarten (Sachgesamtheit)   | Ruschgraben 13, 15, 17                      | 1846, 1894, 1910 | Schule und Kindergarten (Sachgesamtheit) besteht aus drei Gebäuden: Nr. 13 Altes Schulhaus, 1846 Nr. 15 Neues Schulhaus, 1910 Nr. 17 Mittleres Schulhaus 1883/84 Geschützt nach § 2 DSchG |    |
| Weitere Bilder | Evangelische Laurentiuskirche mit Friedhof | Schäferstr. 13 (Flst. 68550, 68538) (Karte) | (?)              | Evangelische Laurentiuskirche mit Friedhof Geschützt nach § 2 DSchG |    |